# Thomas Vernoux
Thomas Vernoux (* 21. März 2002 in Marseille) ist ein französischer Wasserballspieler.

## Karriere
Vernoux wurde mit Cercle des nageurs de Marseille 2021 und 2022 französischer Meister.
Mit der Nationalmannschaft nahm Vernoux bereits 2018 an den Mittelmeerspielen in Tarragona teil und belegte den sechsten Platz. Ebenfalls Sechste wurden die Franzosen bei der Weltmeisterschaft 2023. Im Jahr darauf bei der Weltmeisterschaft 2024 in Doha erreichten die Franzosen durch ein 11:10 über den amtierenden Weltmeister Ungarn das Halbfinale und damit die beste Platzierung bei Weltmeisterschaften überhaupt. Beim 11:10 warf Vernoux fünf Tore. Nach Niederlagen gegen Kroatien im Halbfinale und gegen Spanien im Spiel um Bronze wurden die Franzosen in Doha Vierte. Bei den Olympischen Spielen in Paris schied Vernoux mit der französischen Mannschaft nach der Vorrunde aus.